# Saison 2012-2013 de l'En avant de Guingamp
Maillots
Chronologie
Saison suivante
La saison 2012-2013 de l'En avant de Guingamp, club de football français, voit le club évoluer en Ligue 2 et accéder en fin de saison à la Ligue 1.

## Transferts
| Mercato d’été            |             |                |                                                |              |
| Nom                      | Nationalité | Transfert      | Provenance/Destination                         | Division     |
| Arrivées                 |             |                |                                                |              |
| Cédric Fauré             | France      | Libre          | Stade de Reims                                 | Ligue 2      |
| Christophe Mandanne      | France      | Transfert      | Dijon FCO                                      | Ligue 2      |
| Jonathan Martins Pereira | France      | Libre          | FC Nantes                                      | Ligue 2      |
| Tiécoro Keita            | Mali        | Transfert      | CO Bamako                                      | D1 malienne  |
| Quentin Rouger           | France      | Prêt           | Stade rennais                                  | Ligue 1      |
| Départs                  |             |                |                                                |              |
| Anthony Knockaert        | France      | Transfert      | Leicester City                                 | Championship |
| Alharbi El Jadeyaoui     | France      | Transfert      | SCO Angers                                     | Ligue 2      |
| Geoffrey Christophe      | France      | Transfert      | Vannes O.C.                                    | National     |
| Frédéric Duplus          | France      | Retour de prêt | FC Sochaux                                     | Ligue1       |
| Mohamed Soly             | Sénégal     | Prêt           | Vendée Poiré-sur-Vie Football (2012-Jan. 2013) | National     |
| Yassine El-Kharroubi     | Maroc       | Prêt           | FC Bourg-Péronnas                              | National     |

| Mercato d’hiver   |                     |           |                                |            |
| Nom               | Nationalité         | Transfert | Provenance/Destination         | Division   |
| Arrivées          |                     |           |                                |            |
| Ladislas Douniama | République du Congo | Transfert | FC Lorient                     | Ligue 1    |
| Reynald Lemaître  | France              | Libre     | -                              | -          |
| Mathéus Vivian    | Brésil              | Libre     | PAOK Salonique                 | D1 Grecque |
| Départs           |                     |           |                                |            |
| Mohamed Soly      | Sénégal             | Prêt      | Beauvais (Fév. 2013-Juin 2013) | CFA        |

## Effectif

### Encadrement technique
- Entraîneur équipe Pro : Jocelyn Gourvennec
- Entraîneur adjoint : Éric Blahic
- Entraîneur des gardiens : Ronald Thomas
- Recruteur : Stéphane Carnot
- Docteur : Louis-Georges Boulard
- Kinésithérapeute : Laurent Crouzal et Loïc Le Blevennec
- Préparateur des blessés : Stéphane Saint-Albin
- Ostéopathe : Jean Tanguy
- Intendants : Jean-Guy Donnart et Michel Bodiou

## Saison

### Matchs amicaux
| Date             | Horaire | Adversaire            | Division | Lieu                             | Score | Buteurs de l’EAG                        | Lien |
| 7 juillet 2012   | 18h00   | Evian Thonon Gaillard | Ligue 1  | Amphion-les-bains (Haute-Savoie) | 0-1   | Alioui 4e                               | Lien |
| 14 juillet 2012  | 18h00   | Vannes OC             | National | Saint-Brieuc (Côtes-d'Armor)     | 2-1   | Kerbrat 73e, Knockaert 90e (sp)         | Lien |
| 18 juillet 2012  | 18h30   | Stade rennais         | Ligue 1  | Le Faouët (Morbihan)             | 2-1   | Yatabaré 23, 45                         | Lien |
| 21 juillet 2012  | 18h00   | Stade brestois 29     | Ligue 1  | Landerneau (Finistère)           | 1-4   | Yatabaré 38, 51, Rouger 41e, Alioui 82e | Lien |
| 7 septembre 2012 | 18h00   | FC Lorient            | Ligue 1  | Roscoff (Finistère)              | 2-0   | Fauré 48e, Mathis 63e                   | Lien |
| 13 octobre 2012  | 15h30   | Stade brestois 29     | Ligue 1  | Trébeurden (Côtes-d'Armor)       | 0-3   | -                                       | Lien |

### Ligue 2
| Journée       | Date              | Horaire | Diffusion              | Adversaire      | Lieu | Score | Class. | Buteurs de l’EAG                                                  | Spectateurs | Rapport |
| ------------- | ----------------- | ------- | ---------------------- | --------------- | ---- | ----- | ------ | ----------------------------------------------------------------- | ----------- | ------- |
| Matchs Aller  |                   |         |                        |                 |      |       |        |                                                                   |             |         |
| 1re           | 27 juillet 2012   | 20h30   | beIN Sport (Multiplex) | Dijon FCO       | Ext. | 1-0   | 18e    | -                                                                 | 7 998       | Rapport |
| 2e            | 3 août 2012       | 20h30   | beIN Sport (Multiplex) | Le Havre AC     | Dom. | 3-3   | 14e    | Yatabaré 9,10, Diallo 60e                                         | 6 528       | Rapport |
| 3e            | 10 août 2012      | 18h45   | beIN Sport (Multiplex) | Angers SCO      | Ext. | 1-2   | 12e    | Cerdan 2e Giresse 44e                                             | 5 535       | Rapport |
| 4e            | 18 août 2012      | 14h00   | beIN Sport             | AS Monaco       | Dom. | 1-2   | 14e    | Diallo 18e                                                        | 8 407       | Rapport |
| 5e            | 24 août 2012      | 18h45   | beIN Sport (Multiplex) | Niort           | Ext. | 0-0   | 13e    | -                                                                 | 4 122       | Rapport |
| 6e            | 31 août 2012      | 18h45   | beIN Sport (Multiplex) | Châteauroux     | Dom. | 2-1   | 11e    | Yatabaré 33,42                                                    | 5 247       | Rapport |
| 7e            | 17 septembre 2012 | 20h45   | Eurosport              | FC Nantes       | Ext. | 1-1   | 11e    | Yatabaré 50e                                                      | 14 592      | Rapport |
| 8e            | 22 septembre 2012 | 14h00   | beIN Sport             | AJ Auxerre      | Dom. | 4-3   | 8e     | Giresse 13e, Mandanne 71,90+1 · Yatabaré 74e                      | 9 120       | Rapport |
| 9e            | 28 septembre 2012 | 18h45   | beIN Sport (Multiplex) | Nîmes Olympique | Ext. | 2-1   | 10e    | Yatabaré 57e                                                      | 5 422       | Rapport |
| 10e           | 5 octobre 2012    | 18h45   | beIN Sport (Multiplex) | Stade lavallois | Dom. | 1-1   | 9e     | Yatabaré 88e                                                      | 5 209       | Rapport |
| 11e           | 19 octobre 2012   | 18h45   | beIN Sport (Multiplex) | SM Caen         | Ext. | 1-2   | 8e     | Giresse 15,77                                                     | 7 214       | Rapport |
| 12e           | 26 octobre 2012   | 18h45   | beIN Sport (Multiplex) | CS Sedan        | Dom. | 2-0   | 6e     | Giresse 23e, Pogba 29e (csc)                                      | 8 702       | Rapport |
| 13e           | 2 novembre 2012   | 18h45   | beIN Sport (Multiplex) | Clermont        | Ext. | 1-2   | 5e     | Yatabaré 35e , Giresse 82e (sp)                                   | 3 643       | Rapport |
| 14e           | 9 novembre 2012   | 18h45   | beIN Sport (Multiplex) | Tours FC        | Dom. | 0-0   | 6e     | -                                                                 | 6 670       | Rapport |
| 15e           | 23 novembre 2012  | 18h45   | beIN Sport (Multiplex) | Le Mans FC      | Ext. | 0-2   | 4e     | Yatabaré 31e , Fauré 53e                                          | 5 482       | Rapport |
| 16e           | 3 décembre 2012   | 20h30   | Eurosport              | FC Istres       | Dom. | 1-0   | 3e     | Giresse 33e                                                       | 9 501       | Rapport |
| 17e           | 11 décembre 2012  | 20h55   | beIN Sport (Multiplex) | Arles-Avignon   | Dom. | 0-0   | 4e     | -                                                                 | 6 700       | Rapport |
| 18e           | 17 décembre 2012  | 20h30   | Eurosport              | RC Lens         | Ext. | 1-1   | 3e     | Charrier 12e                                                      | 17 461      | Rapport |
| 19e           | 21 décembre 2012  | 18h45   | beIN Sport (Multiplex) | GFC Ajaccio     | Dom. | 0-0   | 5e     | -                                                                 | 9 837       | Rapport |
| Matchs Retour |                   |         |                        |                 |      |       |        |                                                                   |             |         |
| 20e           | 11 janvier 2013   | 20h     | beIN Sport (Multiplex) | Le Havre AC     | Ext. | 0-1   | 4e     | Imbula 38e                                                        | 7 963       | Rapport |
| 21e           | 5 février 2013    | 18h     | Eurosport              | Angers SCO      | Dom. | 2-1   | 3e     | Yatabaré 63e, Douniama 90+1e                                      | 7 816       | Rapport |
| 22e           | 26 janvier 2013   | 14h     | beIN Sport             | AS Monaco       | Ext. | 2-2   | 3e     | Douniama 39e, Yatabaré 49e                                        | 4 512       | Rapport |
| 23e           | 1er février 2013  | 20h     | beIN Sport (Multiplex) | Niort           | Dom. | 4-3   | 3e     | Yatabaré 9e 15e 90+8e, Atik 68e                                   | 8 544       | Rapport |
| 24e           | 8 février 2013    | 20h     | beIN Sport (Multiplex) | Châteauroux     | Ext. | 3-1   | 4e     | Fauré 56e                                                         | 4 943       | Rapport |
| 25e           | 16 février 2013   | 14h     | beIN Sport             | FC Nantes       | Dom. | 2-1   | 3e     | Fauré 70e, Yatabaré 84e                                           | 13 290      | Rapport |
| 26e           | 22 février 2013   | 20h     | beIN Sport (Multiplex) | AJ Auxerre      | Ext. | 2-1   | 4e     | Diallo 28e                                                        | 6 608       | Rapport |
| 27e           | 2 mars 2013       | 14h     | beIN Sport             | Nîmes Olympique | Dom. | 3-0   | 4e     | Atik 8e 71e, Giresse 78e                                          | 8 064       | Rapport |
| 28e           | 8 mars 2013       | 20h     | beIN Sport (Multiplex) | Stade lavallois | Ext. | 2-1   | 4e     | Douniama 65e                                                      | 4 667       | Rapport |
| 29e           | 15 mars 2013      | 20h     | beIN Sport (Multiplex) | SM Caen         | Dom. | 1-0   | 4e     | Kerbrat 90+2e                                                     | 13 130      | Rapport |
| 30e           | 29 mars 2013      | 20h     | beIN Sport (Multiplex) | CS Sedan        | Ext. | 1-2   | 3e     | Alioui 8e, Douniama 90e                                           | 4 998       | Rapport |
| 31e           | 6 avril 2013      | 14h     | beIN Sport             | Clermont        | Dom. | 0-0   | 3e     | -                                                                 | 8 978       | Rapport |
| 32e           | 12 avril 2013     | 20h     | beIN Sport (Multiplex) | Tours FC        | Ext. | 2-0   | 4e     | -                                                                 | 4 072       | Rapport |
| 33e           | 19 avril 2013     | 20h     | beIN Sport (Multiplex) | Le Mans FC      | Dom. | 6-1   | 3e     | Giresse 20e, Yatabaré 25e 68e · Douniama 71e, Atik 85e, Fauré 86e | 11 519      | Rapport |
| 34e           | 26 avril 2013     | 20h     | beIN Sport (Multiplex) | FC Istres       | Ext. | 2-0   | 3e     | -                                                                 | 2 741       | Rapport |
| 35e           | 3 mai 2013        | 20h     | beIN Sport (Multiplex) | Arles-Avignon   | Ext. | 0-2   | 3e     | Yatabaré 79e, Imbula 90e                                          | 2 594       | Rapport |
| 36e           | 10 mai 2013       | 20h     | beIN Sport (Multiplex) | RC Lens         | Dom. | 7-0   | 3e     | Yatabaré 8e 11e 24e 73e, · Mandanne 30e 55e, Douniama 85e         | 15 205      | Rapport |
| 37e           | 17 mai 2013       | 20h30   | beIN Sport (Multiplex) | GFC Ajaccio     | Ext. | 0-1   | 3e     | Mandanne 90+1e                                                    | 1 399       | Rapport |
| 38e           | 24 mai 2013       | 20h30   | beIN Sport             | Dijon FCO       | Dom. | 2-0   | 2e     | Atik 25e, Mandanne 52e                                            | 18 208      | Rapport |

### Coupe de France
| Tour  | Date             | Horaire | Diffusion          | Adversaire      | Division | Lieu                           | Score      | Buteurs de l’EAG                                       | Spectateurs | Lien |
| 7e    | 17 novembre 2012 | 15h00   | -                  | RSG Courseulles | DH       | Courseulles-sur-Mer (Calvados) | 3-4        | Pereira 21e, Fauré 87e(sp) · Alioui 96e, Mandanne 109e | 2 000       | Lien |
| 8e    | 7 décembre 2012  | 20h00   | -                  | Stade lavallois | Ligue 2  | Laval (Mayenne)                | 1-2        | Argelier 53e, Rouger 69e                               | 1 995       | Lien |
| 1/32e | 6 janvier 2013   | 14h15   | France Télévisions | OM              | Ligue 1  | Marseille (Bouches-du-Rhône)   | 2-1 (a.p.) | Mandanne 83e                                           | 32 987      | Lien |

### Coupe de la Ligue
| Tour | Date        | Horaire | Diffusion | Adversaire       | Division | Lieu               | Score | Buteurs de l’EAG | Spectateurs | Lien |
| 1er  | 7 août 2012 | 20h00   | -         | AC Arles-Avignon | Ligue 2  | Avignon (Vaucluse) | 1-0   | -                | 1 285       | Lien |

### Match du Centenaire
- Le 22 septembre 2012, lors de la 8ème journée du Championnat de Ligue 2 l'opposant à l'AJ Auxerre, l'En avant de Guingamp a célébré son centenaire. Cet anniversaire fut dignement fêté puisque la rencontre fut riche en évènements : 7 buts au total, et alors que les locaux étaient menés 1-3 à l'heure de jeu, ils ont finalement réussi à l'emporter sur le score de 4-3 grâce à un but dans les arrêts de jeu de Christophe Mandanne[17]. Cette rencontre fut aussi l'occasion pour le sponsor maillot, Patrick, de dévoiler le "maillot du centenaire", disponible à la commande et sur lequel chaque acheteur pourra lire son nom inscrit en sublimation dans la trame du maillot[18].

### Statistiques individuelles
Statistiques au 28 mai 2013
| \| Samassa Imbula Bellugou Kerbrat Pereira Diallo Mathis Giresse Atik Yatabaré Mandanne \| L'équipe-type de la saison 2012-2013. |
| Samassa Imbula Bellugou Kerbrat Pereira Diallo Mathis Giresse Atik Yatabaré Mandanne                                             |

#### Buteurs
- 23 buts
  - Mustapha Yatabaré

- 9 buts
  - Thibault Giresse

- 8 buts
  - Christophe Mandanne (dont 2 buts en Coupe de France)

- 6 buts
  - Ladislas Douniama

- 5 buts
  - Fatih Atik
  - Cédric Fauré (dont 1 but en Coupe de France)

- 3 buts
  - Mustapha Elhadji Diallo

- 2 buts
  - Rachid Alioui (dont 1 but en Coupe de France)
  - Giannelli Imbula

- 1 but
  - Thierry Argelier (en Coupe de France)
  - Grégory Cerdan
  - Charly Charrier
  - Christophe Kerbrat
  - Jonathan Martins Pereira (en Coupe de France)
  - Quentin Rouger (en Coupe de France)

#### Passeurs
- 7 passes
  - Thibault Giresse

- 6 passes
  - Fatih Atik
  - Mustapha Yatabaré

- 5 passes
  - Ladislas Douniama
  - Christophe Mandanne

- 3 passes
  - Jonathan Martins Pereira

- 2 passes
  - Lionel Mathis

- 1 passe
  - Paul Babiloni
  - Giannelli Imbula
  - Christophe Kerbrat

#### Cartons

##### Jaune
- 11 cartons
  - Lionel Mathis

- 10 cartons
  - Christophe Mandanne (dont 1 en Coupe de France)

- 8 cartons
  - Giannelli Imbula (dont 1 en Coupe de France)
  - Jonathan Martins Pereira (dont 1 en Coupe de France)

- 6 cartons
  - François Bellugou
  - Mustapha Elhadji Diallo (dont 1 en Coupe de France)
  - Mustapha Yatabaré

- 5 cartons
  - Thibault Giresse

- 4 cartons
  - Grégory Cerdan
  - Charly Charrier
  - Cédric Fauré (dont 1 en Coupe de France)

- 3 cartons
  - Ladislas Douniama

- 2 cartons
  - Rachid Alioui (dont 1 en Coupe de France)
  - Christophe Kerbrat
  - Mamadou Samassa

- 1 carton
  - Thierry Argelier
  - Fatih Atik
  - Mamadou Camara
  - Vincent Planté
  - Mathéus Vivian

##### Rouge
- 1 carton
  - Thierry Argelier
  - Mamadou Camara
  - Charly Charrier
  - Jonathan Martins Pereira
  - Mustapha Yatabaré

## Aspects juridiques et économiques

### Structure juridique et organigramme
- Président de la SASP : Bertrand Desplat
- Vice-président de la SASP : Frédéric LEGRAND
- Président de l'association : Jean-Paul BRIAND
- Directeur de l’Association : Frédéric LEGRAND
- Directeur Administratif et Financier : Laurent DEFAINS
- Responsable Administratif Equipe A : Aimé DAGORN
- Secrétariat SASP : Renée TOUDIC
- Secrétariat Association : Sylvie LE BUAN
- Comptables : Laurence BREGÜE et Marie-Laure CORBEL
- Directeur Commercial : Bernard CARTIER
- Responsable commercial : Franck GERARD
- Responsable Relations Extérieures : Jean-Charles ROSE
- Responsable Billetterie : Anne PERSON
- Responsable Boutique : Brigitte PAILLOUX
- Responsables Equipements Section Pro : Michel BODIOU et Jean-Guy DONNART
- Responsable communication : Christophe GAUTIER
- Directeur de la Sécurité : Serge LUCAS
- Responsable des arbitres : Jean-François ANTOINE

### Éléments comptables
- Budget : 10 M€

### Équipementiers et sponsors

#### Équipementier
- Patrick

#### Sponsors
- Breizh Cola
- Celtarmor
- Geodis Calberson
- Mère Lalie
- Celtigel
- Cré'actuel
- Système U
- Crédit mutuel de Bretagne

### Couverture médiatique

#### Télévisions
- beIN Sport
- Onzéo
- France 3 Bretagne (résumé video)

#### Radios
- Variation FM
- Radio Bonheur

#### Internet
- Dailymotion

## Autres équipes

### Équipe réserve
| Nom                   | Poste          | Naissance        | Nationalité |
| --------------------- | -------------- | ---------------- | ----------- |
| Gaëtan Blaichet       | Gardien de but | 3 février 1994   | France      |
| Anthony Chauvet       | Défenseur      | 18 février 1993  | France      |
| Raphaël Guilbault     | Défenseur      | 21 avril 1994    | France      |
| Thibault Mathorez     | Défenseur      | 12 janvier 1994  | France      |
| Adrien Ribac          | Défenseur      | 12 novembre 1993 | France      |
| Damien Boisvilliers   | Milieu         | 25 avril 1994    | France      |
| Arthur Delalande      | Milieu         | 18 mai 1992      | France      |
| Thibault Philippe     | Milieu         | 5 août 1994      | France      |
| Nakibou Aboubakari    | Attaquant      | 10 mars 1993     | France      |
| Alix Bahlouli         | Attaquant      | 16 juillet 1994  | France      |
| Julien Bègue          | Attaquant      | 8 août 1993      | France      |
| Joffrey Gosselin      | Attaquant      | 13 décembre 1992 | France      |
| Willem Pierre-Charles | Attaquant      | 26 novembre 1993 | France      |
| Coco Michel           | Entraîneur     | 24 avril 1971    | France      |